# Liberation fonts
Liberationは、オープンソースのTrueTypeフォントファミリーである。

## 概要
Microsoft Windowsで標準的なフォントであるArial・Times New Roman・Courier Newのフリーな互換フォントとして開発された。

Liberation SansとArialの比較
Liberation SerifとTimes New Romanの比較
Liberation MonoとCourier Newの比較